# 在日モンテネグロ人
在日モンテネグロ人（ざいにちモンテネグロじん）は、日本に一定期間在住するモンテネグロ国籍の人々である。

## 統計
日本の法務省の在留外国人統計によると、2018年6月末時点で在日モンテネグロ人は11人である。
在留資格別（1位まで）
| 順位 | 在留資格 | 人数 |
| ---- | -------- | ---- |
| 1    | 留学     | 3    |
| 1    | 研修     | 3    |

都道府県別（2位まで）
| 順位 | 都道府県 | 人数 |
| ---- | -------- | ---- |
| 1    | 広島     | 4    |
| 2    | 福岡     | 2    |

## 著名人
- ゼリコ・ペトロビッチ
- ジェナン・ラドンチッチ
- ボリス・タタール